# Lourdes-de-Blanc-Sablon
Pour les articles homonymes, voir Lourdes (homonymie).

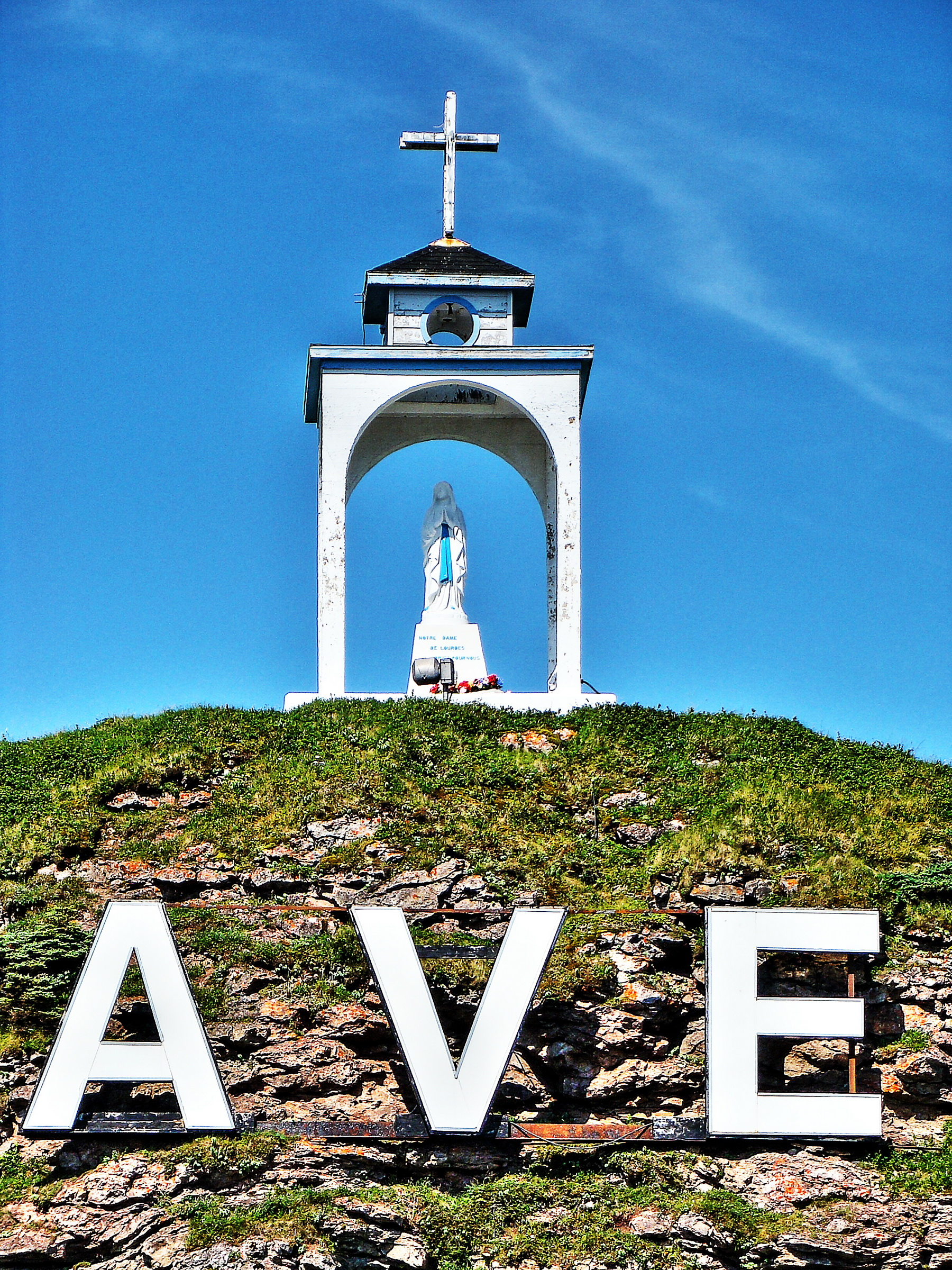
Statue de Notre-Dame de Lourdes dominant Lourdes-de-Blanc-Sablon.

Lourdes-de-Blanc-Sablon, (autrefois Longue-Pointe), est un village compris dans la municipalité de Blanc-Sablon, dans la municipalité régionale de comté du Golfe-du-Saint-Laurent, sur la Côte-Nord, au Québec(Canada).

## Géographie
Le village de Lourdes-de-Blanc-Sablon est situé juste à l'ouest de la localité de Blanc-Sablon et au sud du village adjacent de Brador. Il s'étend sur un promontoire connu sous le nom de "Longue-Pointe", qui sépare la baie de Brador de la baie de Blanc-Sablon.
Le village longe l'anse des Dunes dans laquelle émerge l'île aux Perroquets. L'île Verte/île Greenly s'élève juste en face de Lourdes-de-Blanc-Sablon, dans le golfe du Saint-Laurent et le détroit de Belle-Isle. 
Lors du recensement de la population de 2011, le village comptait 828 habitants contre 910 lors du précédent recensement de 2006. 

## Réserve ornithologique
Ces deux îles sont des sanctuaires pour le refuge d'oiseaux de la baie Brador. On y trouve la grande colonie de Macareux moines du Québec. Elles constituent une réserves ornithologiques et des lieux de vie pour les oiseaux migrateurs. Elles constituent une Zone importante pour la conservation des oiseaux (ZICO de la Baie de Brador).

## Histoire
Plusieurs sites archéologiques révèlent la présence depuis 9 000 ans de diverses populations sur ce lieu historique. Des vestiges d'occupation du territoire par les Autochtones et les premiers Européens arrivés en Amérique, même avant Jacques-Cartier,.
Le 17 octobre 1702, l'officier des troupes de marine, Augustin Le Gardeur de Courtemanche, obtenait du gouverneur de la Nouvelle-France, le sieur Louis-Hector de Callière et de l’intendant des armées navales, le sieur François de Beauharnois de La Chaussaye une concession au Labrador pour une durée de dix ans située sur la baie de Brador, sur la côte orientale de la baie du même nom, à 7 kilomètres au nord du village de Blanc-Sablon en bordure du détroit de Belle-Isle. Il obtint le privilège de la pêche à la morue et de la baleine.
En 1704, Augustin Le Gardeur de Courtemanche, devenu propriétaire foncier de la Basse-Côte-Nord, érigea avec l'aide de son beau-fils François Martel de Brouague, le Fort Pontchartrain dans la baie de Phélypeaux devenue la baie de Brador. Il s'agit d'un poste de traite fortifié qui protège la côte Nord-Est du détroit de Belle-Isle le long de la côte méridionale du Labrador. Ils baptisèrent ce fortin en l'honneur de Jérôme Phélypeaux de Pontchartrain qui était secrétaire d'État de la marine. Ce fort comprenait notamment des logements pour le personnel, une chapelle pour laquelle Le Gardeur de Courtemanche fait venir un prêtre qu’il installe dans son fort pour qu’il assure le service religieux des pêcheurs français de morue et de loup marin et des traiteurs Inuits. Dans les années 1970 et 1980, des archéologues exhumèrent ce qu’on croit être le Fort Pontchartrain; ils y découvrirent plusieurs artéfacts témoignant de la vie quotidienne dans un poste de traite français au XVIIIe siècle.
En 1714 le roi Louis XIV lui concédait la baie de Phélypeaux (baie de Brador) et le nommait commandant de la côte du Labrador et du fort Pontchartrain du Labrador.

## Services publics
Le village de Lourdes-de-Blanc-Sablon possède un centre hospitalier, ainsi que centre des soins et des services sociaux. 

## Éducation
La Commission scolaire du Littoral administre l'École francophone de Monseigneur-Scheffer ainsi que l'école anglophone Sainte-Thérésa. La grande majorité des habitants sont bilingues.